# Basílica de Jesús de Medinaceli
La basílica de Nuestro Padre Jesús de Medinaceli es una iglesia de culto católico que se encuentra en la plaza de Jesús de Madrid (España). El templo se levanta sobre el antiguo Convento de trinitarios descalzos de Nuestra Señora de la Encarnación. Es la sede canónica de la Archicofradía Primaria de la Real e Ilustre Esclavitud de Nuestro Padre Jesús Nazareno de Medinaceli. 
Es una de las siete basílicas que existen en Madrid, junto con la Real Basílica Colegiata de San Isidro, la Basílica de Nuestra Señora de Atocha, la de san Francisco el Grande, la Basílica de san Miguel, la Basílica Hispanoamericana de Nuestra Señora de la Merced y la Basílica de la Milagrosa. Actualmente está regida por una comunidad de la Orden de los Hermanos Menores Capuchinos.

## Historia

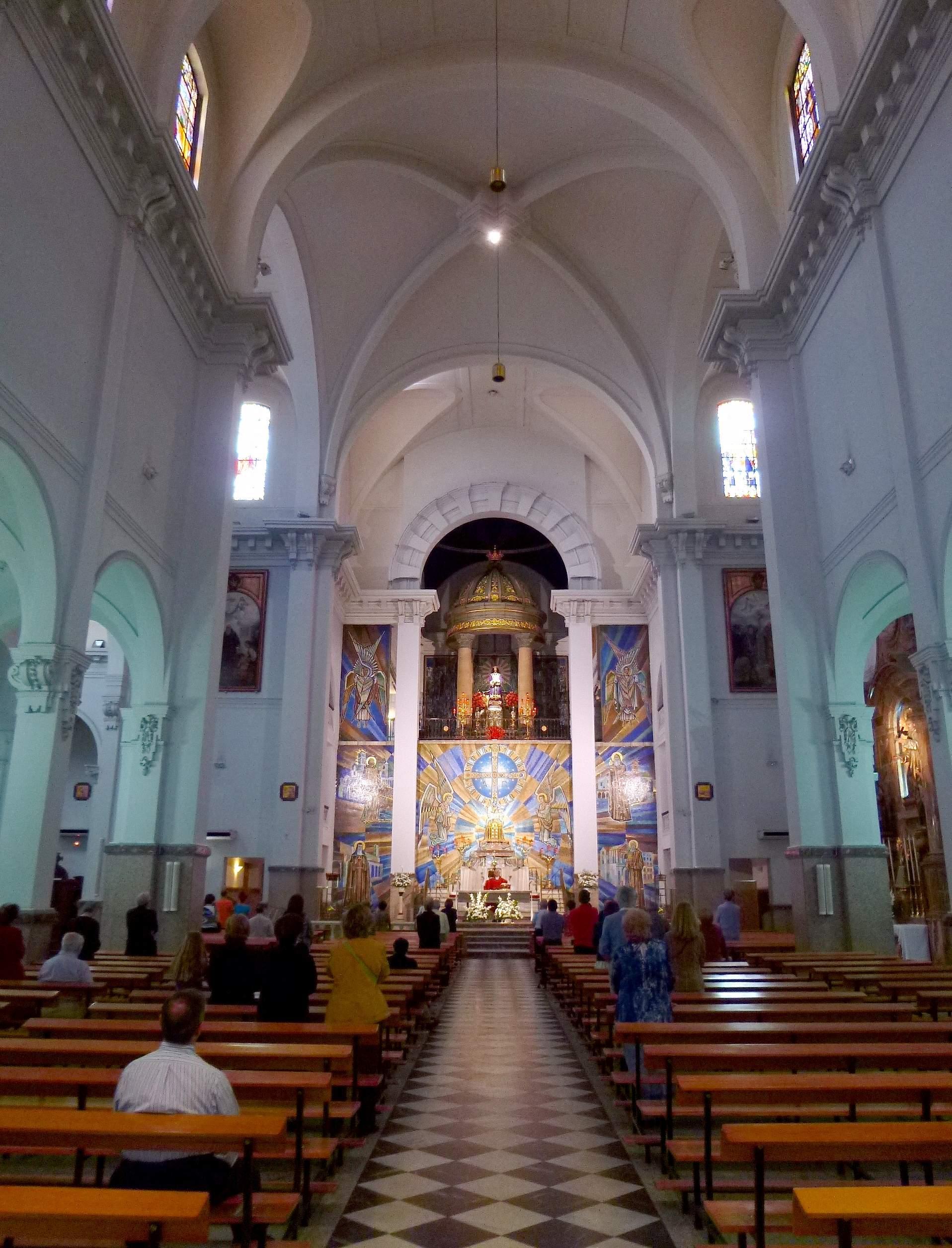
Interior del templo.

La basílica actual de Jesús de Medinaceli fue consagrada solemnemente el 21 de noviembre de 1930 por el entonces obispo de Madrid, Leopoldo Eijo Garay. Antes de levantarse el templo actual hubo varias capillas donde se veneró la imagen, donadas por los Duques de Medinaceli.
En 1922 el edificio fue derribado por estar en estado ruinoso, y en 1927 se empezó a construir el actual, realizado por el arquitecto Jesús Carrasco-Muñoz Encina; fue terminado en el año 1930.
Durante la guerra civil española fue ocupada por milicianos frentepopulistas, debiendo ocultarse la imagen del Cristo de Medinaceli para evitar su destrucción. La basílica fue creada en parroquia el 26 de enero de 1966 por el obispo Casimiro Morcillo. El papa Pablo VI la elevó a la dignidad de basílica menor, el 1 de septiembre de 1973.

## Descripción
La basílica tiene planta de cruz latina con tres naves, siendo la del centro la más amplia; en la parte alta del presbiterio se encuentra el camarín donde se venera la devota imagen de Nuestro Padre Jesús de Medinaceli. Su fachada es el elemento más característico, con reminiscencias del estilo barroco; posee un ventanal central en forma de serliana, rematándose el conjunto por un frontón triangular partido.
En una de las esquinas de la fachada se sitúa una gran imagen de Jesús Nazareno, que singulariza y remarca el carácter de santuario del lugar.